# Felice Platone (1899)
Felice Platone (Azzano d'Asti, 12 febbraio 1899 – Roma, 24 febbraio 1955) è stato un giornalista, politico e antifascista italiano.

## Biografia
Primogenito di sei fratelli, Felice Platone nacque nel piccolo comune astigiano di Azzano del Tanaro (dal 1904 Azzano d'Asti), da Edoardo e Margherita Biamino. Dopo le scuole elementari in paese, continuò gli studi ricevendo un'istruzione tecnica nella vicina Asti, città in cui, nel 1916, aderì alla Federazione Giovanile Socialista Italiana.
All'inizio del 1918, ottenuto il diploma da pochi mesi, venne inviato al fronte col grado di ufficiale, facendo dunque parte di quella leva di giovani mandati in guerra non ancora ventenni passata alla storia come i "Ragazzi del '99".
Dalla seconda metà del 1919 si trasferì a Torino con l'intento di laurearsi in ingegneria al Politecnico, anche se in realtà seguì il corso di studi soltanto per un paio d'anni: divenuto frequentatore di alcune sezioni socialiste, infatti, prese a dedicarsi alla politica con impegno sempre crescente fintanto che non abbandonò l'università. Fra i tanti incontri di quel periodo, il più importante fu certamente quello con Antonio Gramsci, il quale lo iniziò all'attività giornalistica che da allora in poi rappresentò il principale campo d'azione di Platone. Dopo i primi articoli sull'edizione piemontese dell'Avanti!, questi divenne uno dei redattori fissi dell'Ordine nuovo, prima quindicinale e poi quotidiano, e decise di seguire Gramsci nella Scissione di Livorno del 21 Gennaio 1921, aderendo al neocostituito Partito Comunista d'Italia. L'attività giornalistica gli costò un feroce pestaggio, nel luglio del 1922, mentre era inviato a Novara per raccontare della resistenza operaia all'ingresso delle camicie nere in città: accerchiato da un gruppo di squadristi, fu picchiato violentemente e lasciato a terra privo di sensi. Dopo un lungo soggiorno in ospedale, dovette affrontare diversi mesi di convalescenza, motivo per cui ritornò ad Azzano.
Dalla seconda metà del 1923 Platone soggiornò a Milano, inviato dal partito per contribuire alla preparazione di un nuovo quotidiano, L'Unità, che vide la luce il 12 febbraio 1924; quindi ne divenne redattore di cronaca parlamentare, motivo per cui si trasferì a Roma. Il periodo romano, fra la metà del 1924 e il settembre del 1925, rappresentò un nuovo periodo di vicinanza con Gramsci, nel frattempo ritornato dall'esterno, di cui è rimasta ampia testimonianza nel diario di Camilla Ravera, la quale ricorda di come Platone facesse da segretario al filosofo sardo, occupandosi di organizzare incontri, spostamenti e soggiorni. Negli stessi mesi il giornalista di origine azzanese fu direttore responsabile di diverse testate: il risorto L'Ordine Nuovo, Stato operaio, Seme. Dal settembre 1925 Platone divenne direttore del Lavoratore di Trieste, città in cui fu arrestato dopo poche settimane dall'arrivo per la sua attività di propaganda antifascista. Tradotto prima a Milano, poi a Roma, venne rimesso in libertà nella primavera del 1926. Appena uscito dal carcere, si sposò con Armida Grieco, sorella di Ruggero Grieco, anch'egli militante del partito e futuro segretario generale. La sempre più asfissiante attività repressiva del regime fascista, nel frattempo, fece cadere nelle mani del regime molti esponenti comunisti di primo livello, tra cui lo stesso Gramsci. Così, quando fu imputato di nuove accuse dal Tribunale speciale per la difesa dello Stato in merito a reati di propaganda, Platone si diede alla macchia insieme alla moglie, unendosi ad gruppo di dirigenti in clandestinità presso la cosiddetta "casa dell'ortolano", un'abitazione rurale nei dintorni di Pegli. La conseguente condanna in contumacia a 12 anni, nel 1927, rese necessaria una fuga Svizzera, dove insieme ad altri importanti esuli comunisti costituì il "Centro estero" del Partito Comunista d'Italia. Il periodo elvetico fu caratterizzato da continui spostamenti interni, sia per tenere i contatti con altri militanti, sia per sfuggire alla pressante caccia dell'Ovra. Solo la scelta di trasferirsi in Urss, nel 1930, interruppe, seppur temporaneamente, il lungo periodo di instabilità. La famiglia, nel frattempo, era divenuta di tre elementi, data la nascita del figlio primogenito, Dino, nel 1928, a Zurigo; la secondogenita Rossana nacque invece pochi mesi dopo l'arrivo in Urss, nel 1931. Dal momento dell'ingresso in Unione Sovietica, i "Platone" mutarono il loro cognome in "Astesano" (uno pseudonimo che Felice aveva già usato a partire dal periodo svizzero e che userà ancora, nuovamente in clandestinità, fino alla fine della seconda guerra mondiale).
A Mosca Felice Platone fu prima studente, poi insegnante, alla scuola leninista, e si occupò della traduzione in italiano di una serie di classici del socialismo russo. I giorni moscoviti furono certamente importanti per la creazione di un rapporto di fiducia con Palmiro Togliatti. Nel 1936 decise di partire come volontario per la Spagna, dove era scoppiata la guerra civile in seguito al tentato golpe di Francisco Franco: dapprima fu capo di stato maggiore delle Brigate internazionali, quindi da metà del 1937 fu inquadrato nello stato maggiore della Brigata Garibaldi
Dal 1938, in seguito ad una malaria, si trasferì a Parigi, dove fu raggiunto dal resto della famiglia, e prese ad occuparsi della stampa di partito e per gli italiani all'estero: fu redattore, in particolare, de La voce degli Italiani.
Nel 1940 fu arrestato, insieme agli altri dirigenti del Pci esuli in Francia, e internato nel campo di Le Vernet. Trasferito a Marsiglia nel 1941, riuscì a fuggire; collaborò alla costituzione del "Comitato d’azione per l’unione del popolo italiano" (uno dei primi organismi unitari per la lotta al fascismo, dopo le divisioni degli Anni venti). Per più di un anno fece parte del maquis francese, finché, nelle settimane successive all'Armistizio, rientrò in Italia per prendere parte alla Resistenza: fu comandante della XV brigata Garibaldi «Piumai» nell'Oltrepò Pavese. Nel febbraio del 1944 il partito lo inviò a Roma incaricandolo di ricostruire la redazione de l'Unità, della quale ritornò ad essere un redattore, prima in clandestinità, poi, da giugno, in libertà.
Dopo la Liberazione, il lavoro prettamente giornalistico lasciò il passo ad un'elaborazione ideologica. Platone non smise mai di scrivere sul l'Unità, ma principalmente fu vicedirettore di Rinascita (il cui direttore formalmente era Togliatti e che, comprensibilmente, veniva dunque per la maggior parte preparata da Platone) e responsabile, sotto vesti diverse, di una serie di pubblicazioni: come traduttore, di una serie di opere di Lenin edite dagli Editori Riuniti; come direttore di collana, per quanto riguarda i cosiddetti "classici del marxismo" editi dalle Edizioni Rinascita; come curatore, per la prima edizione delle Lettere dal carcere e dei Quaderni del carcere di Antonio Gramsci, editi da Einaudi fra il 1947 e il 1951. Quest'ultima attività fu certamente la più rilevante della carriera di Platone, e tuttora continua a valergli quantomeno una menzione negli studi gramsciani. Scelto da Togliatti per il grande rapporto di fiducia, nonché in virtù della sua conoscenza di Gramsci, già da prima della liberazione il giornalista azzanese fu impegnato in un'opera di riordino, schedatura e analisi dei manoscritti gramsciani. Prodotta un'edizione "tematica" (che raccoglie, cioè, gli scritti attorno a grandi temi), il suo impegno fu mirato alla diffusione, per la cui riuscita furono organizzate presentazioni e conferenze in tutta Italia.
Al contempo Platone rivestì anche incarichi interni al partito, facendo parte della Commissione centrale di controllo, ed esterni, come vicepresidente della Federazione Nazionale Stampa Italiana. Nel 1950 prese il posto di Massimo Bontempelli, decaduto dalla carica di Senatore.
All'apice della carriera Felice Platone fu colpito da un male che lo portò alla morte in pochi mesi.

## I cugini omonimi
I Platone astigiani sono discendenti, seppur ridimensionati, di una famiglia della nobiltà sabauda originaria del paese di Refrancore. La pratica di attribuire ai figli il nome del padre ha causato, nella stessa generazione, la presenza di diversi cugini omonimi. Questo fatto, sommato a informazioni biografiche tutto sommato simili, ha generato non pochi problemi di "scambio di persona" nella storiografia e nelle fonti giornalistiche. Nello specifico, sono stati talvolta confusi il Felice Platone di questa voce con il cugino Felice Platone (1896), anch'egli esponente del Pci ma di professione avvocato, sindaco di Asti e Deputato all'Assemblea Costituente. Tali errori, all'atto pratico, consistono nell'attribuzione di informazioni biografiche al cugino sbagliato; talvolta esistono biografie in cui avviene una vera e propria fusione fra i due personaggi. Anche due portali prestigiosi come quelli della Camera dei Deputati e del Senato riportano biografie non corrette.